# Heniochus monoceros

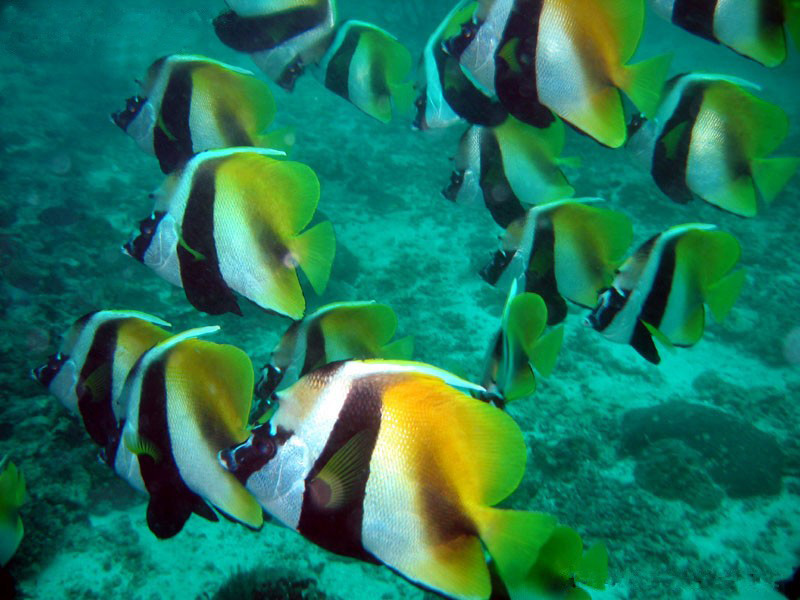
Grupo de Heniochus monoceros.

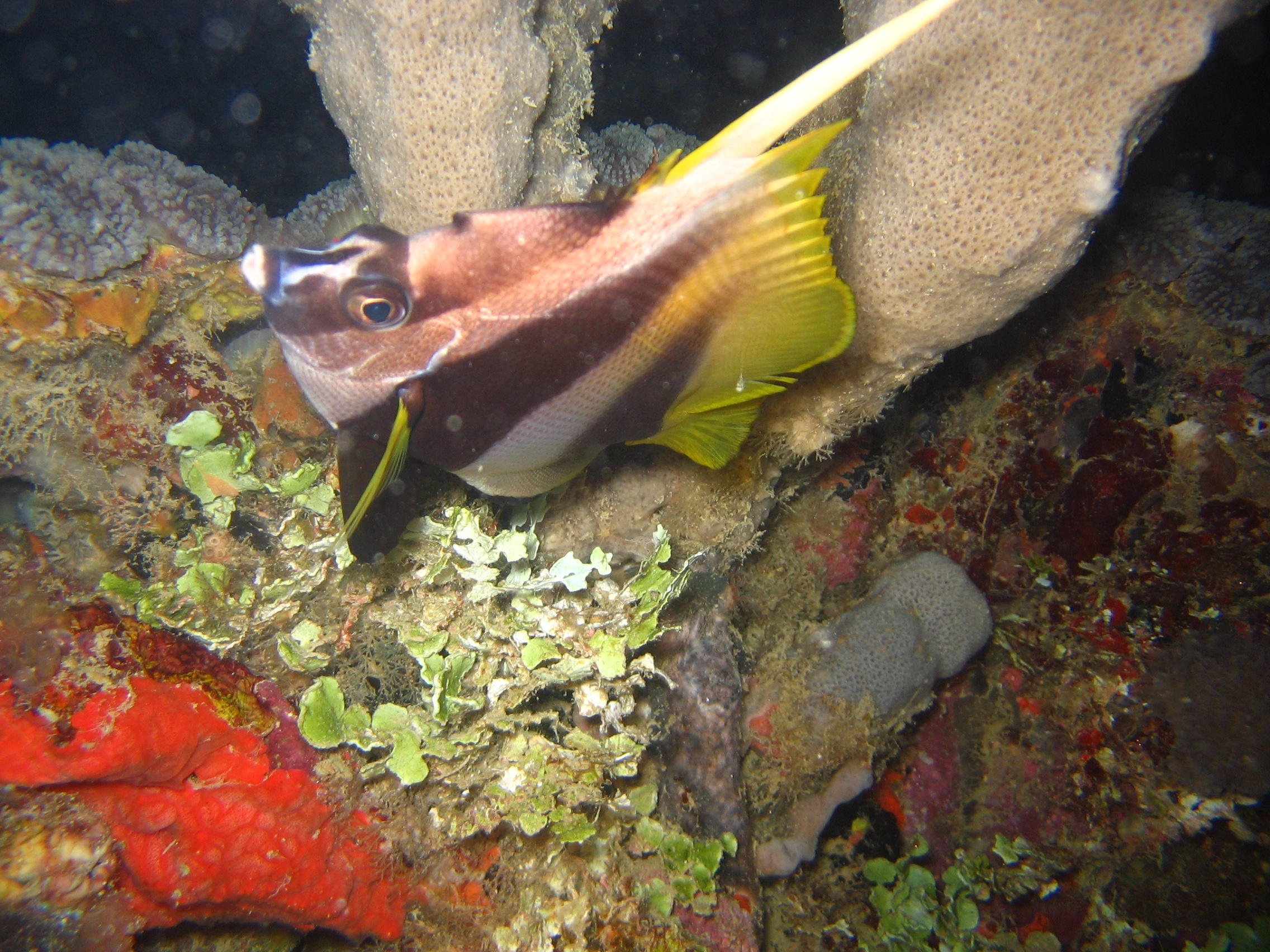
Heniochus monoceros en Chuuk, Indonesia.

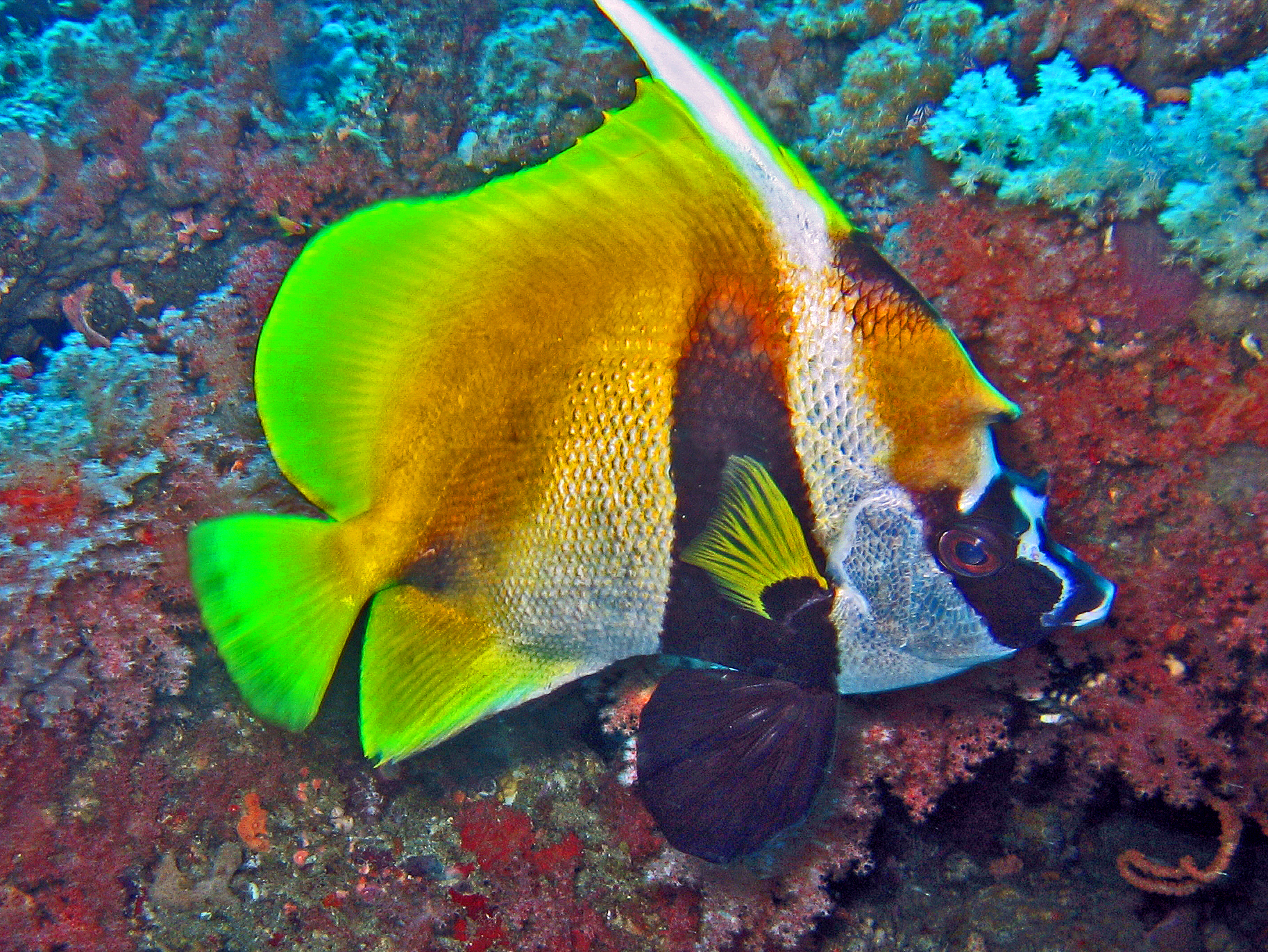
Heniochus monoceros en Maldivas.

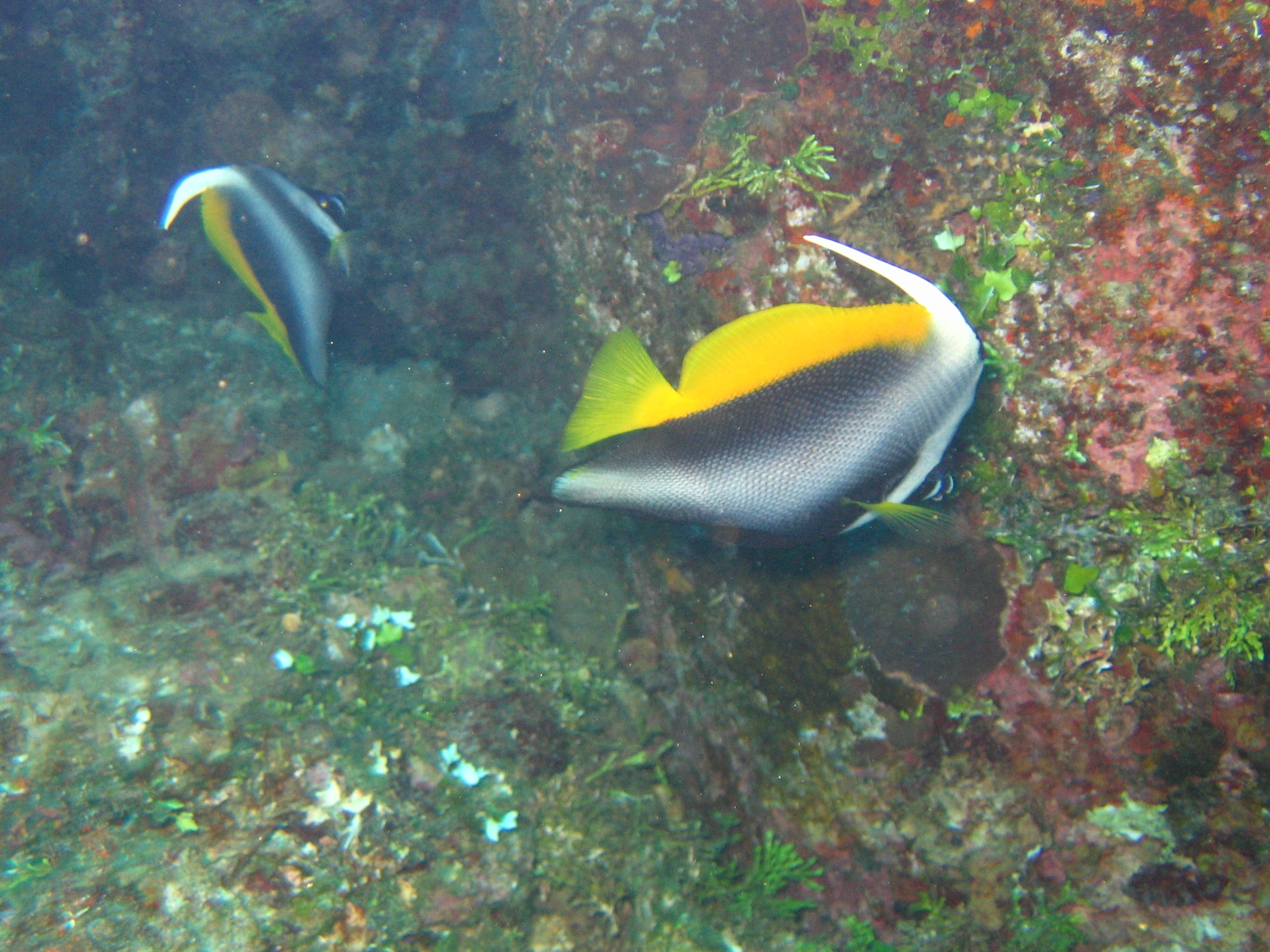
Pareja de Heniochus monoceros en Chuuk, Indonesia.

El pez estandarte enmascarado (Heniochus monoceros) es un pez marino, de la familia de los Chaetodontidae.
Debe su nombre común, pez estandarte enmascarado, a que la primera de las características bandas que cruzan su cuerpo, cubre sus ojos y la parte delantera de la cabeza.

## Morfología
Las especies del género Heniochus, presentan parte de su aleta dorsal en forma de largo filamento, que puede llegar a medir incluso más que el propio animal. En el caso de H. monoceros es notablemente más corta que en el resto de especies del género. Una característica distintiva es la presencia de dos protuberancias óseas en la frente
Su cuerpo, está decorado con tres franjas marrón oscuro sobre fondo blanco, y tonalidades amarillas en el resto de la aleta dorsal y caudal, las aletas pelvianas son negras. La primera de las franjas, se extiende desde la parte delantera del "estandarte" de la aleta dorsal, atravesando la parte delantera de la cabeza, ojos, y terminando debajo de la boca. La segunda franja, va desde la parte trasera del "estandarte" de la aleta dorsal, cubriendo las aletas pectorales, hasta las aletas pelvianas. Y la tercera franja, e inusual en el género, va desde los primeros radios de la aleta dorsal, cubriendo la parte posterior del cuerpo, hasta la parte superior de la aleta anal. Esta tercera franja tiene el color menos oscuro que las otras, y sus extremos, presentan la coloración como un degradado que se incrementa en coloración en la zona central de la misma.
Su cuerpo es aplanado y comprimido lateralmente. Tiene 12 espinas dorsales, entre 24 y 27 radios blandos dorsales, 3 espinas anales, y, entre 17 y 19 radios blandos anales.
Alcanza los 24 cm de largo.

## Hábitat y distribución
Esta especie se encuentra en zonas con crecimiento coralino, tanto en lagunas, como arrecifes exteriores.
Su rango de profundidad es entre 2 y 30 m, pero lo usual es encontrarlos por debajo de los 15 m.
Los adultos viven solos, en parejas o, en ocasiones, en grandes grupos. Los ejemplares juveniles son solitarios.
Su rango geográfico de distribución abarca el Indo-Pacífico, desde el mar Rojo y la costa este africana, hasta el Pacífico, en las islas Pitcairn; en el norte, desde el sur de Japón, y al sur hasta Australia. Es especie nativa de Australia; Birmania; Brunéi; Cocos; Comoros; islas Cook; Filipinas; Fiyi; Guam; India; Indonesia; Japón; Kenia; Kiribati; Madagascar; Malasia; Maldivas; islas Marianas del Norte; Islas Marshall; Mauricio; Mayotte; Micronesia; Mozambique;  Nauru; Nueva Caledonia; Niue; isla Norfolk; Palaos; Papúa Nueva Guinea; islas Pitcairn; Polinesia francesa; Reunión; islas Salomón; Samoa; Seychelles; Singapur; Somalia; Sudáfrica; Sri Lanka; Tailandia; Taiwán; Tanzania; Tailandia; Tokelau; Tonga; Tuvalu; Vanuatu y Wallis y Futuna.

## Alimentación
Se nutre principalmente de zooplancton, cangrejos, gusanos y varios invertebrados bentónicos.

## Reproducción
Es ovíparo y en cada desove suelta entre 3.000 y 4.000 huevos a la corriente, que los traslada a la parte superior de la columna de agua. Son pelágicos. Forman parejas durante el ciclo reproductivo.

## Mantenimiento
Son muy sensibles al amoniaco y al nitrito pero también lo son a pequeñas concentraciones de nitrato. Valores superiores a los 20 mg/litro pueden degenerar en casos de exoftalmia, normalmente en uno de sus ojos.
No son habituales en el comercio de acuariofilia, aunque la mayoría de los especímenes suelen estar habituados a alimentarse con mysis y artemia congelados. No obstante, en ocasiones, su mantenimiento con invertebrados presenta reservas, ya que aunque los Heniochus que podemos encontrar en el comercio, están aclimatados a la alimentación corriente: artemia, mysis, papillas, algas desecadas e incluso pienso o gránulos, no debemos olvidar que son peces mariposa. Por tanto, su mantenimiento con determinadas especies de corales, como clavularias, pachyclavularia, palythoa o similares, presenta ciertos riesgos. Es tolerante con el resto de compañeros de un acuario de arrecife.